# Aloe bayfieldii
Aloe bayfieldii é uma espécie de liliopsida do gênero Aloe, pertencente à família Asphodelaceae.